# Daimon (metropolitana di Tokyo)
La Stazione di Daimon (大門駅?, Daimon-eki) è una stazione della metropolitana di Tokyo, si trova nel quartiere di Minato. La stazione è servita sia da due linee della Toei metro: la linea Asakusa e la linea Ōedo, ed è a breve distanza dalla stazione di Hamamatsuchō della JR East. A pochi minuti a piedi si trovano anche la Torre di Tokyo e il tempio Zōjō-ji.

## Stazioni adiacenti
| «             | Servizio      | »             |
| Linea Asakusa | Linea Asakusa | Linea Asakusa |
| ------------- | ------------- | ------------- |
| Mita          | Tutti i treni | Shimbashi     |
| Linea Ōedo    |               |               |
| Akabanebashi  | -             | Shiodome      |